# Плятеры
Плятеры (фон дем Брёле, прозванные Плятер; нем. von dem Broele, genannt Plater) — род рыцарей из Вестфалии. Первые упоминания о Плятерах встречаются в хрониках с 1160 года. В одной из них датированной 1210 годом говорится о Гумберте Плятере.
В настоящее время (2010 год) род Плятеров насчитывает около 80 мужчин. Главой фамилии является Станислав Плятер-Зиберг, у него есть 23-летний наследник Тадеуш. Граф Станислав — потомок графа Константина Людовика и княгини Августы в 7-м поколении от среднего сына Казимира Константина и графини Борх.

## Происхождение рода
Рыцари фон дем Брёле-Плятер были участниками крестовых походов. В 1430 году Веннемар Плятер упоминается уже как фогт (управляющий) в Гробине, затем как маршал Ливонского ордена в походе против Жемайтии. Генрих Плятер с 1510 по 1525 гг. — Динабургский комтур (наместник). Альберт Плятер — комтур Тевтонского ордена в Вендене. Фридрих Плятер — комтур ордена и лифляндский ландмаршал, состоявший послом Ливонии при престоле папы Льва X (1517). Также известен рыцарь Хартвик Плятер, который своим мечом насаждал истинную веру в Курляндии и Эстляндии.
Рыцари Ливонского ордена соблюдали обет безбрачия, поэтому никто из перечисленных Плятеров не оставил потомков, кроме Фридриха. Его единственный сын Роджер имел трёх сыновей. Старший Годарт положил начало «германской» ветви Плятеров, которая полностью вымерла в 1712 году. Средний сын Иоганн служил Тевтонскому ордену, стал маршалом, но умер бездетным. Младший Фредерик поселился в Кокенгаузене и стал основателем «балтийской» линии Плятеров.
У Фредерика-младшего было два сына: Иоанн — он стал владельцем эстонского надела Вейссенс, и Генрих — он правил в Малой Индрице (недалеко от Краславы).
В Латгалии тогда 2/3 земель принадлежало крупным собственникам — литовским магнатам Ходкевичам, Сапегам, графам Борхам, баронам Корфам и Гильзен, а также Плятерам.
Среди Плятеров был Великий магистр Мальтийского ордена, государственные деятели и ученые (Станислав Плятер известен исследованиями по географии и истории, Адам Плятер — в области археологии и зоологии), участники польско-литовских восстаний, писатели и реформаторы, умелые организаторы и путешественники. Владислав Плятер основал музей и библиотеку в швейцарском городе Раппеверсвиле.
"Всё, что в прошлом было значительного в Краславе, создано Плятерами", — признавал философ и историк Латгалии Петерис Зейле.

## Ветвь Иоганна Плятера
Ветвь Иоганна содержит в 11 поколениях 51 представителя, последний из них скончался в 1908 году.

## Ветвь Генриха Плятера
Наследники Генриха Плятера, ополяченные немцы, а затем онемеченные поляки сумели нажить огромное состояние — только земельные владения этого рода занимали большую часть современной Латгалии, часть Литвы и Беларуси. На Плятеров в Латгалии трудились более 13 тысяч крепостных.
Во время власти Речи Посполитой в Латгалии, внуки Генриха Плятера «умело» выбрали невест, поддержали иезуитов, которые пользовались в то время огромным влиянием, тем самым обеспечив себе почести и титулы. Самым известным из них был Ян Людовик, заслуживший титул «Патриарха Ливонии». Он был динабургским старостой, инфляндским воеводой, неоднократно послом польского Сейма, весьма влиятельной фигурой при дворе короля Августа II.
В 1729 году Ян Людовик Плятер купил у Яна Чапского за 14 тыс. талеров Краславу (40 дворов и четыре каменных здания) и со временем превратил её в экономический, духовный и культурный центр Латгалии.
Его единственный сын Константы Людвик Плятер (1722—1778) заключил брак с Августой Огинской из рода князей Огинских.
У Константы Людвика Плятера было несколько детей. Старшие дети были управляющими в Троках (Тракай). Оба вступили в Мальтийский орден и добились в нём высокого положения. Средний брат Казимир Константы женился на одной из богатейших невест Латгалии, баронессе Изабелле Людвиге Борх. Младший сын Август Гиацинт завершил строительство замка Плятеров в Краславе.

Соединённый герб графов Плятер-Зиберг

В 1803 году состоялся династический брак двух старинных богатых и могущественных родов. Иоганн Тадеуш фон Зиберг выдал замуж за графа Михаила Брёле-Плятера из Краславы (1777—1863) свою дочь и последнюю представительницу рода Зибергов Изабеллу-Хелену (1785—1849). Заключение этого брака сопровождалось одобрением российского и германского императорских дворов. Император Александр I 10 июля 1803 года дозволил Михаилу Казимировичу Плятеру принять фамилию и герб своего тестя  и именоваться графом Плятер-Зибергом. Род Плятер-Зиберг внесён в V ч. род. кн. губ. Виленской, Ковенской и Витебской и в дворянский матрикул Курляндской губернии. Дворянская ветвь рода Плятер внесена в дворянский матрикул Лифляндской губ.
У Михаила Плятера-Зиберга было 9 детей (три сына, остальные дочери), а у его сына Хенриха — 14 детей. А младший сын Станислав, родился 6 декабря 1823 года, стал майором инженерных войск русской армии. И с 1858 года он — предводитель польского дворянства Динабурга, с 1860 года — инспектор Динабургской гимназии, с 1895 года он упоминается как один из собственников газеты «Нива» и учредитель издания «Слово». В 1860 году на берегу Калупского озера по приказу Станислава был создан большой парк, а когда деревья подросли, в 1882 году началось строительство дворца и большого костела в готическом стиле. Бебренское имение принадлежало одному из Плятер-Зибергов — Йозефу Мариану. Оно располагалось в 16 км от Даугавпилса.
Наиболее известные дети Августа Гиацинта:
1. Адам, который наследовал в 1806 году Краславу. Он самый первый из польской аристократии от царя Александра I получил официальное подтверждение своих прав, а его фамилия была внесена в «Гербовник Российских дворянских родов»
2. Иосиф, наследовал Кумбули (10 км от Краславы). А его сын граф Леон Плятер, помещик Динабургского уезда, был казнен за участие в польском восстании 1863—1864 гг. Дети и внуки Леона продолжали краславскую ветвь, которая закончилась со смертью священника, доктора теологии Леона Плятера в 1980 году.

## Сведения о представителях рода
Брёле-Плятеры, Плятеры
- Ян Андрей (1626—1696), лифляндский воевода (1695—1696);
- сын Яна Андрея — Фердинанд Вильгельм (ум. 1739), надворный маршалок Великого княжества Литовского (1739);
- Казимир Константин (1748—1807), подканцлер Великого княжества Литовского, публицист, историк.
- Вильгельм Ян Плятер, лифляндский воевода (1767—1784). Польский король Станислав Август в 1767 году жалует Вильгельму Яну Плятеру имения Сакстыгале, Осельмуйжа и урочища Смукуль, Гилеева, Бушбишки (с крепостными, в Инфлянтском воеводстве).[5]
- Зиберг Ян (1739—1806), воевода лифляндский; его зять Плятер-Зиберг Михаил (1777—1863), генерал
- Эмилия (1806—1831), участница польского восстания 1830—1831 гг.;
- Леон (1836—1863) — участник польского восстания 1863—1864 гг.;
- Казимир (ум. 1863) — участник польского восстания 1863—1864 гг.;
- Филипп Антонович (1818—1824), волынский вице-губернатор; его предки и потомки-помещики Волынской и Подольской губерний
- и др. — помещики Виленской, Витебской и Курляндской губ.
- Кублицкие — помещики пограничных польско-литовских и белорусских губерний. Их родственники: Беликовичи, Кохановские корсаки, Огинские, Оскерко, Плятеры, Радзивиллы, Салтаны .
- Даниель Плятер — инфлянтский земской писарь (упоминается 1717 г.)[5]
- Самуил и Вальтер Плятер-Зиберги (упоминается 1566—1786 гг.)[5]